# Мензак (Дордонь)
Менза́к (фр. Minzac) — коммуна во Франции, находится в регионе Аквитания. Департамент — Дордонь. Входит в состав кантона Пеи-де-Монтень и Гюрсон. Округ коммуны — Бержерак.
Код INSEE коммуны — 24272.

## География
Коммуна расположена приблизительно в 470 км к югу от Парижа, в 55 км восточнее Бордо, в 60 км к юго-западу от Перигё.

### Климат
Климат умеренный океанический со средним уровнем осадков, которые выпадают преимущественно зимой. Лето здесь долгое и тёплое, однако также довольно влажное, здесь не бывает регулярных периодов летней засухи. Средняя температура января — 5 °C, июля — 18 °C. Изредка вследствие стечения неблагоприятных погодных условий может наблюдаться непродолжительная засуха или случаются поздние заморозки. Климат меняется очень часто, как в течение сезона, так и год от года.

## Население
Население коммуны на 2010 год составляло 446 человек.
| 1962 | 1968 | 1975 | 1982 | 1990 | 1999 | 2010 |
| ---- | ---- | ---- | ---- | ---- | ---- | ---- |
| 430  | 440  | 365  | 318  | 303  | 347  | 446  |

## Администрация
| Период | Период | Фамилия          | Партия       | Примечания |
| ------ | ------ | ---------------- | ------------ | ---------- |
| 1995   | 2020   | Марсель Лебегери | беспартийный | фермер     |

## Экономика
В 2010 году среди 280 человек трудоспособного возраста (15-64 лет) 191 были экономически активными, 89 — неактивными (показатель активности — 68,2 %, в 1999 году было 69,7 %). Из 191 активных жителей работали 171 человек (90 мужчин и 81 женщина), безработных было 20 (8 мужчин и 12 женщин). Среди 89 неактивных 30 человек были учениками или студентами, 38 — пенсионерами, 21 были неактивными по другим причинам.